# Abigael Marie von Stöcken
Abigael Marie von Stöcken, gift Brandt (ca. 1661 – 1714 i København (begravet 30. januar i Sankt Petri Kirke)) var en dansk adelsdame, gift med overrentemester Peter Brandt.
Hun var datter af rentemester Henrik von Stöcken og søster til Cai Burchard, Christopher Ernst, Gerhard Christian og Hans Henrik von Stöcken. Hun blev gift 30. december 1678 i København med Peter Brandt. Efter hans død (1701) blev hun overhofmesterinde for kronprins Christian (VI).